# Celles-sur-Belle
Celles-sur-Belle község Franciaország Új-Aquitania régiójában, Deux-Sèvres megyében. 2019. január 1-jén hozzácsatolták Saint-Médard korábbi községet. Az így létrejött új község lélekszáma az egyesüléskor 3918 fő lett.
Lakosainak száma 3834 fő (2022. január 1.). Celles-sur-Belle Beaussais-Vitré, Melle (Franciaország), Périgné, Saint-Romans-lès-Melle, Aigondigné és Brûlain községekkel határos.

## Népesség
A település népességének változása:
| Lakosok száma | 3735 | 3752 | 3834 | 3907 | 3906 | 3907 | 3881 | 3858 | 3834 |
|               | 2013 | 2015 | 2016 | 2017 | 2018 | 2019 | 2020 | 2021 | 2022 |